# Association Marguerite-Duras
L'association Marguerite-Duras, située à Duras, a été créée en 1997 pour faire connaître les liens de l'auteur avec la région, approfondir la connaissance de son œuvre et la faire connaître. 
L'association organise, chaque année au mois de mai, au château de Duras, un hommage à l'auteur, « les rencontres de Duras ». Ces rencontres sont organisées autour de proches de Marguerite Duras, d'universitaires et d'auteurs. Sur trois jours, l'association propose des conférences, films, représentations théâtrales et expositions. L'association travaille alors en étroite collaboration avec les éditions Benoît Jacob, créées par le fils de l'autrice, Jean Mascolo. 
Après avoir été remis en cette occasion, le prix Marguerite-Duras est désormais décerné au mois d'octobre. 

## Prix Marguerite-Duras
Créé en 2001 à l'initiative de son biographe, Alain Vircondelet, et d'une historienne de la ville de Duras, Christiane Lachaize-Péné, et financé par le conseil général de Lot-et-Garonne, le prix Marguerite-Duras, après avoir été financé par la fondation Pierre-Bergé-Yves Saint Laurent, est désormais soutenu par la mairie de Trouville-sur-Mer.  
Remis à Trouville-sur-Mer le second week-end d’octobre à l’occasion du traditionnel « hommage » rendu chaque année depuis la mort de Marguerite Duras, il récompense alternativement un livre, une pièce de théâtre ou une œuvre cinématographique, et, à partir de 2009, éventuellement l'ensemble d'une œuvre ou d'une carrière. 

### Jury
Le jury est composé de présidents d'honneur (qui ne votent pas), à savoir : Jean Mascolo, Catherine Sellers, Michael Lonsdale (†), Chantal Thomas et Sylvie Germain. 
Les jurés sont Alain Vircondelet (président), François Barat, Fabienne Jacob, Olympia Alberti, Philippe Vilain et Raphaël Sorin (†).

### Lauréats
- 2002 : Jean-Claude Pirotte pour Autres Arpents, éditions de la Table ronde (2000)
- 2003 : Valère Novarina pour L'Origine rouge, Éditions P.O.L (2000)
- 2004 : Julie Bertuccelli pour Depuis qu'Otar est parti…, film réalisé en 2003
- 2005 : Colette Fellous pour Aujourd'hui, éditions Gallimard (2005)
- 2006 : Danièle Sallenave pour Quand même, éditions Gallimard (2006)
- 2007 : Jean-Marie Straub pour Ces rencontres avec eux, film réalisé en 2006
- 2008 : Annie Ernaux pour Les Années, éditions Gallimard (2008)
- 2009 : Laurent Terzieff pour l'ensemble de sa carrière
- 2010 : Alain Cavalier pour son film Irène et l'ensemble de son œuvre[1]
- 2011 : Patrick Modiano pour l'ensemble de son œuvre
- 2012 : Emmanuelle Riva pour l'ensemble de sa carrière
- 2013 : Philippe Garrel pour son film La Jalousie et l’ensemble de son œuvre
- 2014 : Hélène Cixous pour son roman Homère est morte
- 2015 : Bulle Ogier pour l'ensemble de sa carrière
- 2016 : Michael Lonsdale pour l'ensemble de sa carrière
- 2017 : Évelyne Pisier et Caroline Laurent pour Et soudain, la liberté, éditions Les Escales
- 2018 : Julien Thèves pour Le Pays d'où l'on ne revient jamais, Christophe Lucquin éditeur[2]
- 2019 : Jean-Marie Laclavetine pour Une Amie de la famille, éditions Gallimard
- 2020 : Christophe Bataille et Rithy Panh pour La Paix avec les morts, éditions Grasset
- 2021 : Antoine Wauters pour Mahmoud ou la montée des eaux, éditions Verdier[3]
- 2023 : Laurent Mauvignier pour l'ensemble de son œuvre[4]
- 2025 : Fabienne Périneau pour Oser sortir et crier, éditions Récamier[5],[4]